# (6258) Rodin
(6258) Rodin ist ein Asteroid des inneren Hauptgürtels, der am 30. September 1973 von dem niederländischen Astronomenehepaar Cornelis Johannes van Houten und Ingrid van Houten-Groeneveld entdeckt wurde. Die Entdeckung geschah im Rahmen der 2. Trojaner-Durchmusterung, bei der von Tom Gehrels mit dem 120-cm-Oschin-Schmidt-Teleskop des Palomar-Observatoriums aufgenommene Feldplatten an der Universität Leiden durchmustert wurden, 13 Jahre nach Beginn des Palomar-Leiden-Surveys.
Der italienische Astronom Vincenzo Zappalà definiert in einer Publikation von 1995 (et al.) eine Zugehörigkeit von (6258) Rodin zur Flora-Familie, einer großen Gruppe von Asteroiden, die nach (8) Flora benannt ist. Asteroiden dieser Familie bewegen sich in einer Bahnresonanz von 4:9 mit dem Planeten Mars um die Sonne. Die Gruppe wird auch Ariadne-Familie genannt, nach dem Asteroiden (43) Ariadne.
Der mittlere Durchmesser des Asteroiden wurde mit 4,003 (±0,153) Kilometer berechnet, die Albedo mit 0,400 (±0,068).
(6258) Rodin wurde am 5. März 1996 nach dem französischen Bildhauer Auguste Rodin (1840–1917) benannt. In der Widmung besonders hervorgehoben wurden seine Werke Die Bürger von Calais (1889), Der Kuss (1886) und Der Denker (1880). Nach Rodin war schon 1976 ein Einschlagkrater auf der nördlichen Hemisphäre des Planeten Merkur benannt worden: Merkurkrater Rodin.